# Leptochloa xerophila
Leptochloa xerophila là một loài thực vật có hoa trong họ Hòa thảo. Loài này được P.M.Peterson & Judz. mô tả khoa học đầu tiên năm 1990.